# Ólafur Jónsson
Ólafur H. Jónsson (ur. 7 grudnia 1949) – islandzki piłkarz ręczny, olimpijczyk.
Reprezentował Islandię w grze w piłkę ręczną na Letnich Igrzyskach Olimpijskich 1972, które odbyły się w Monachium. Drużyna, w której grał, zajęła 12. miejsce.